# Mihai Ioan Năstase
Mihai Ioan Năstase (n. 9 mai 1943) este un fost deputat român în legislatura 2000-2004, ales în județul Cluj ales pe listele PRM. Mihai Ioan Năstase a fost membru PRM până în septembrie 2001 când a trecut la PUR (Partidul Umanist din România) până în septembrie 2003 când a devenit deputat independent. Mihai Ioan Năstase a fost membru în grupurile parlamentare de prietenie cu Republica Federativă a Braziliei și Canada. Mihai Ioan Năstase este de profesie medic.  

## Legături externe
- Mihai Ioan Năstase Arhivat în 2 martie 2024, la Wayback Machine. la cdep.ro